# 廖哲夫
廖哲夫（1941年12月10日—2024年10月24日），臺灣苗栗人，是臺灣資深設計師與視覺藝術家。他以替多間臺灣企業規劃企業識別系統設計而聞名，其中以替震旦行設計的企業識別系統、還有替統一企業繪製的統一麵為其代表作。

## 生平
廖哲夫出生於日治時期，成長於臺灣苗栗縣。中學時，隨李澤藩老師學習繪畫、之後從國立臺灣藝術專科學校美術科畢業。就讀藝專西畫組期間，師事李梅樹、洪瑞麟等前輩畫家習畫，並開始於廣告公司工作，畢業後任清華廣告副總經理兼創意總監。1976年，創立楓格形象設計有限公司，並從事多年商業設計。
廖哲夫為臺灣的企業識別系統（CIS）的設計先驅，其1985年為震旦行規劃設計的企業識別系統，是臺灣CIS的經典案例，並於1995年編著了CIS專書「CI面面觀-企業識別觀察與評介」。1985年起，開始長期擔任統一企業集團設計顧問；其作品涵蓋插畫、繪畫、廣告設計、平面設計、企業識別系統設計、室內設計、產品設計等領域。超過半世紀的統一麵經典包裝插畫，亦為廖哲夫早期的設計作品。
1981年，廖哲夫與凌明聲、王行恭、霍榮齡、王明嘉等17位臺灣資深設計師，成立了「臺北設計家聯誼會」。蘇宗雄為首屆會長、廖哲夫任第二屆會長。其所設計之海報「以文學來提昇人類的心靈境界」，獲國立台灣歷史博物館典藏。除參與臺北設計家聯誼會之外，廖哲夫亦擔任臺北藝術指導協會創會會長、中華平面設計協會顧問。1988年起，廖哲夫於大專院校兼任授課，教授中原大學商業設計系「廣告設計」課程、亞東工專工業設計科「企業識別」課程，此外並擔任多項設計競賽評審。
1995年，廖哲夫獲交通部郵政總局「鼠牛虎新年郵票」指名競圖首獎、1995年中時報系CIS「二岸三地」指名競圖首獎、1996年臺北市農業識別體系設計競圖首獎、1997年臺北國際視覺設計展「形象創作金獎」，以及2007年獲文建會指導/美術設計協會頒發「終身設計成就獎」。2018年，文化部進行了一項臺灣產業設計50年調查研究暨展覽，於視覺設計論壇中表揚了視覺設計領域的耆老，包括簡錫圭、陳敦化、廖哲夫、陳志成及楊夏蕙共5人。廖哲夫多數設計作品由創價學會創價美術館典藏。
廖哲夫曾參與溫隆信「汐月」音樂劇、南聯畫會聯展等，並於1980年、2005年舉辦個展。2012年自設計業退休後，除擔任天義企業集團視覺美學形象顧問，並致力於繪畫（油彩）創作持續不輟，10年內共舉辦了5次個展。2023年5月，廖哲夫確診肺腺癌第4期。經抗癌1年半後；2024年10月24日，病逝於臺北市內湖區三軍總醫院，享壽84歲。次月花葬於陽明山與其母相伴。